# هوئیا ۹۴۸۸
سیارک ۹۴۸۸ (به انگلیسی: 9488 Huia، نامگذاری:9523P-L) نه هزار و چهارصد و هشتاد و هشتمین سیارک کشف شده‌است که در ۲۴ سپتامبر ۱۹۶۰ کشف شد.
قدر مطلق سیارک برابر ۱۴٫۸۰ است.